# Double Target - Doppio bersaglio
Double Target è un film d'azione del 1987, diretto da Bruno Mattei con lo pseudonimo di Vincent Dawn.

## Date di uscita
- Germania Ovest: 11 giugno 1987
- Portogallo: 24 maggio 1988
- Italia: 20 agosto 1988
- Giappone: 1º luglio 1989 (Home video)